# Lars Holst
Lars Kristian Holst, född 22 november 1848 i Bergen, död 31 maj 1915 i Kristiania (nuvarande Oslo), var en norsk jurist och publicist (Venstre).
Holst blev juris kandidat 1871, var 1883–98 huvudredaktör för den liberala tidningen "Dagbladet" i Kristiania och utnämndes 1898 till justitiesekreterare vid Kristiania byret. Åren 1900–03 var han partiledare för Venstre. Han var mycket verksam för målsaken.